# Jespák dlouhoprstý
Jespák dlouhoprstý (Calidris subminuta) je malý bahňák z čeledi slukovití (Scolopacidae), který hnízdí v severní Asii a na zimu táhne do jižní a jihovýchodní Asie a Australasie.

## Systematika
Druh popsal Alexander von Middendorff v roce 1853. Jespák dlouhoprstý se řadí do početného rodu Calidris v rámci čeledi slukovitých. Netvoří žádné poddruhy. Druhové jméno subminuta pochází z latinského sub („blízký k“ či „podobný“) a minutus („malý“). Toto jméno odkazuje na jespáka malého (Calidris minuta), kterého Middendorff považoval za velmi podobného jespáku dlouhoprstému.

## Rozšíření a populace

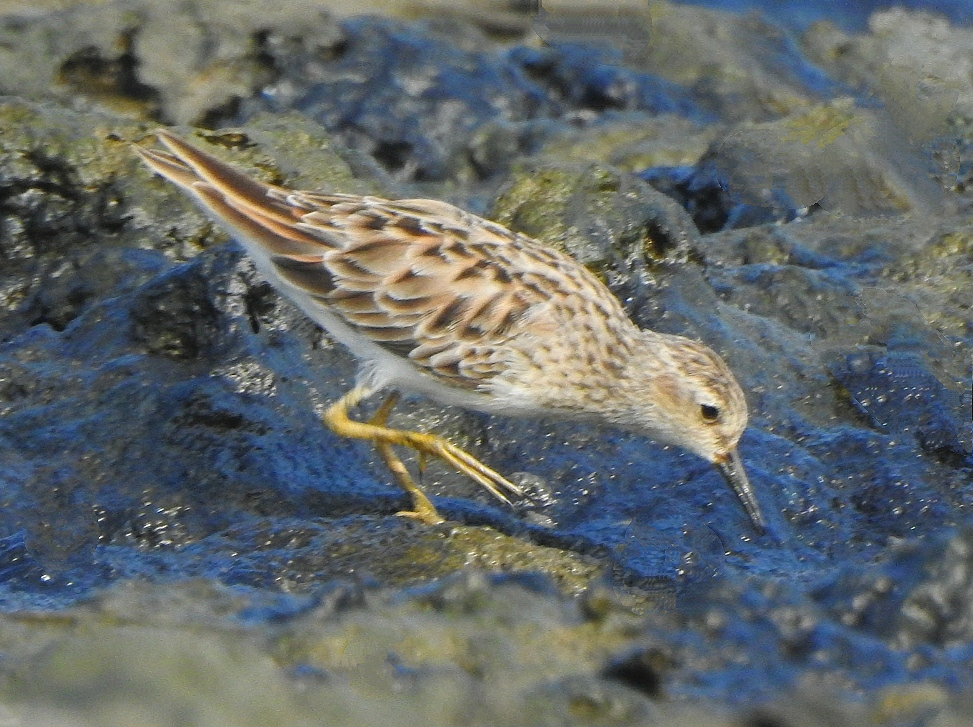
Jespák dlouhoprstý (Kérala, Indie)

Jespáci dlouhoprstí hnízdní v letních měsících v severní Asii, především na ruské Sibiři. K oblastem jejich hnízdišť patří krajina kolem Ochotského moře, Beringův ostrov, Kurilské ostrovy, Bajkal nebo Sachalin. Na zimu táhnou do oblastí jižní a jihovýchodní Asie a Australasie včetně Nového Zélandu.
Biotop jespáků dlouhoprstých je vázán na vodu. Vyskytují se v blízkosti vodních ploch jako jsou jezera, laguny, bažiny, řeky, rašeliniště, zátoky i rýžová pole. Hnízdní habitat druhu tvoří otevřené, travnaté močály a rašeliniště, horská tundra a tajga, kde jespáci vyhledávají hlavně oblasti s množstvím mechu, šáchorovitých rostlin a zakrslých druhů vrb. Mimo hnízdění obývají mělké mokřady s měkkým bahnem, které jsou částečně zarostlé rákosím, krátkými travami, šáchorovitými rostlinami a sítinami.
Celková populace jespáků dlouhoprstých se odhaduje někde mezi 10 000–100 000 hnízdícími páry. Mezinárodní svaz ochrany přírody hodnotí druh jako málo dotčený z důvodu neznámého stavu populace i nezdokumentovaných dopadů hrozeb na jejich populaci.

## Popis

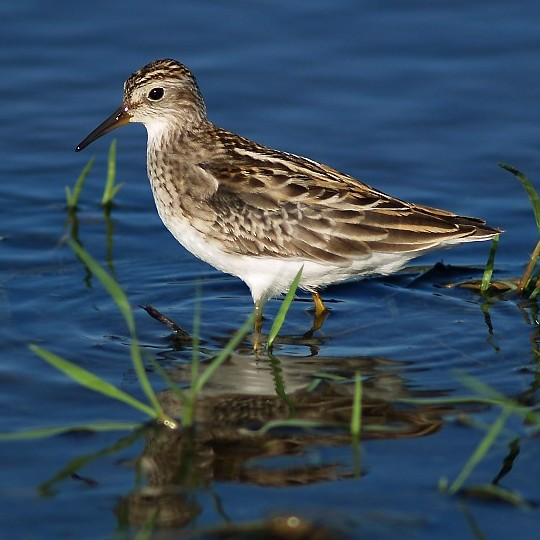
Jespák dlouhoprstý v přirozeném prostředí mělkých vodních ploch

Jespák dlouhoprstý je velmi malý slukovitý pták dosahující délky těla pouhých 13–15 cm. Křídlo je dlouhé 88–100 mm, zobák 16–20 mm, běhák 19–24 mm, ocas 35–41 mm. Jak už druhový název napovídá, druh má velmi dlouhé prsty na nohách. Prostřední prst dosahuje délky 20–23 mm (bez drápu, 21–26 mm s drápem). Váha ptáka se pohybuje kolem 25–30 g.
Tělo je štíhlé s jemnými rysy a dlouhým krkem. Kryptické opeření hraje různými odstíny bílé, krémové, šedé, hnědé až tmavé. Ve stavebním šatu se korunka barví do červenohnědé, čímž kontrastuje s jasné bílým obočím. Čelo je tmavé, a tato tmavá barva pokračuje až k bázi zobáku a k uzdičce. Hruď je krémová s jemným flekováním, které někdy uprostřed hrudi chybí. Tváře, krk a boční strana hrudi jsou světlé s jemným černým flekováním. Svrchní strana těla je jinak převážně do černa, avšak pera na ramenních perutích, krovkách a ramenních letkách mají červenohnědé okraje. Prostý šat jespáků je hodně do šeda. Nohy jsou bledě žlutozelené.

## Biologie
Vokálně se projevuje nejčastěji krátkým, měkkým prrt, črrup nebo čulip. Z dalších různých vokálních projevu vyniká rázné tik-tik-tik nebo pomalé, opakované krér. K hnízdění dochází od počátku června dále. V době hnízdění samci podnikají namlouvací lety nad hnízdišti, během kterých se hlasitě projevují. Hnízdo představuje mělký důlek dobře ukrytý v šáchorovitých rostlinách nebo mechu. Snůšku tvoří 4 vejce. Inkubuje s jistotou samec, u samice inkubace zatím nebyla prokázána. Živí se hmyzem, malými měkkýši, korýši, obojživelníky a semínky. Krmí se samostatně či v malých hejnech až do 50 jedinců.